# Messelornis cristata
 Messelornis cristata  ist eine Vogelart aus der ausgestorbenen Familie der Messelrallen (Messelornithidae) innerhalb der Ordnung der Kranichvögel (Gruiformes). Fossilien stammen aus der Grube Messel bei Darmstadt in Hessen. Die Art lebte im Eozän vor 54 bis 38 Millionen Jahren. M. cristata erreichte ungefähr die Größe einer Teichralle. M. cristata hatte lange Beine und einen kurzen Schnabel. Die Erstbeschreiberin Angelika Hesse nimmt an, dass die Art ein eher unspezialisierter bodenbewohnender Vogel mit relativ beschränkter Flugfähigkeit war.
Der Artzusatz bezieht sich auf die Tatsache, dass eines der Exemplare ein kammförmiges fleischiges Anhängsel am Schnabel aufweist (lateinisch cristata ‚Kamm‘, ‚Helmbusch‘). Nach Auffassung des Paläornithologen Gerald Mayr ist dieses Anhängsel nicht zum Fossil gehörendes organisches Material unter dem Schnabel. Die Körpergröße scheint bei dieser Art vom Geschlecht abhängig zu sein.
Hinsichtlich der Ernährung interpretiert der Paläozoologe Michael Morlo die Lebensweise auf der Basis eines Fossils mit Überresten des barschartigen Fisches Rhenanoperca minuta im Bereich der Speiseröhre als Allesfresser, und nicht, wie ursprünglich angenommen, als reiner Fruchtfresser.
Fossilien von Messelornis cristata machen etwa die Hälfte der bisher entdeckten Vogelfossilien der Grube Messel aus. Viele Exemplare liefern eindeutige stratigraphische Informationen und können einem bestimmten Fundhorizont zugeordnet werden.

## Systematische Einordnung
Die Messelrallen haben mit Rallen (Rallidae) nur den Namen gemein. Angelika Hesse und Bradley C. Livezey vermuten eine Verwandtschaft mit den Eurypygiformes, deren traditionelle Zuordnung zu den Kranichvögeln (Gruiformes) jedoch angezweifelt wird. Diese Annahme steht jedoch im Widerspruch zu der Tatsache, dass bei den Messelrallen mehrere Eigenschaften der Eurypygiformes fehlen, darunter die schlitzförmigen Nasenlöcher, das Notarium (Knochenstab) der Brustwirbelsäule und ein tiefer U-förmiger Einschnitt am hinteren Rand des Beckens. Gerald Mayr vermutet daher eine Verwandtschaft mit den Binsenrallen (Heliornithidae), mit denen die Messelrallen das Fehlen der Furche in dem Foramen vasculare distale im Lauf, das oberen Ende des Oberarmknochens und den sekundären Aufbau des Rabenbeins im Schultergürtel und des Vogelfußes gemein haben.